# 甲酸酐
甲酸酐（英語： 或 ）是分子式为C2H2O3的有机化合物，可看作两个甲酸脱水形成的酸酐。

## 制备
甲酸酐可以由−78 °C下，甲酰氟和过量的甲酸钠，在醚里的甲酸催化而成的。 它也可以由N,N′-二环己基碳二亚胺 ((C
6H
11−N=)2C)和甲酸在 −10 °C的醚里反应而成。  它也可以由甲酸乙酸酐的歧化而成。

## 性质
甲酸酐是一种液体，沸点 24 °C （20 mmHg）。它的乙醚溶液稳定。它可以在低温低压下分离，不过会在室温以上下分解。 在室温以上，它会通过脱羧反应分解成甲酸和一氧化碳。由于它的不稳定性，甲酸酐不可商购，制备出来必须立刻使用。
甲酸酐的分解反应可以被甲酸催化。
臭氧和乙烯的气态反应中检测到了甲酸酐。这个分子是平面型的。